# Onoba nunezi
Onoba nunezi is een slakkensoort uit de familie van de Rissoidae. De wetenschappelijke naam van de soort is voor het eerst geldig gepubliceerd in 2004 door Rolán & Hernández, naar de malacoloog Carlos Núñez Cortés.